# Sture Nordh
Sten Sture Vilhelm Nordh, född 3 juni 1952 i Skellefteå, är en svensk fackföreningsaktör som var ordförande för Tjänstemännens Centralorganisation (TCO) 1999–2011. 
Han utbildade sig till förvaltningssocionom i Umeå 1975 och var med och grundade tidskriftsföreningen Offensiv 1973. 1977 blev han förbundssekreterare i Sveriges kommunaltjänstemannaförbund (SKTF). 1983 valdes han som 31-åring till ordförande i SKTF. Han blev därmed en av de yngsta fackförbundsordförandena i Sverige genom tiderna. 
Sture Nordh var kvar som SKTF-ordförande till 1996 då han blev socialdemokratisk statssekreterare i Arbetsmarknadsdepartementet. Han var också utvecklingsdirektör på Arbetslivsinstitutet en kort tid innan han blev ordförande i TCO.
Sture Nordh var 2004–2010 ordförande i styrelsen för Karlstads universitet. Han promoverades 2019 till hedersdoktor vid detta lärosäte.

## Skrifter och artiklar i urval
- Välfärdens vägval och villkor (Brombergs 1993), tillsammans med Bengt Westerberg
- Medverkar i antologin Det globala ansvaret (Ekerlids 2003)
- "Nytt dråpslag mot alla blivande pensionärer", DN Debatt 13/9 2010
- "Sparande till utbildning bör ge en skattelättnad", DN Debatt 5/8 2008, tillsammans med socialminister Göran Hägglund